# Pärnu-Eliisabeti socken
Pärnu-Eliisabeti socken (estniska: Pärnu-Eliisabeti kihelkond, tyska: Kirchspiel Pernau-St. Elisabeth) var en socken i Pernau krets i Guvernementet Livland. Socknens kyrkby var Pärnu (tyska: Pernau).